# Fjäll-Rind

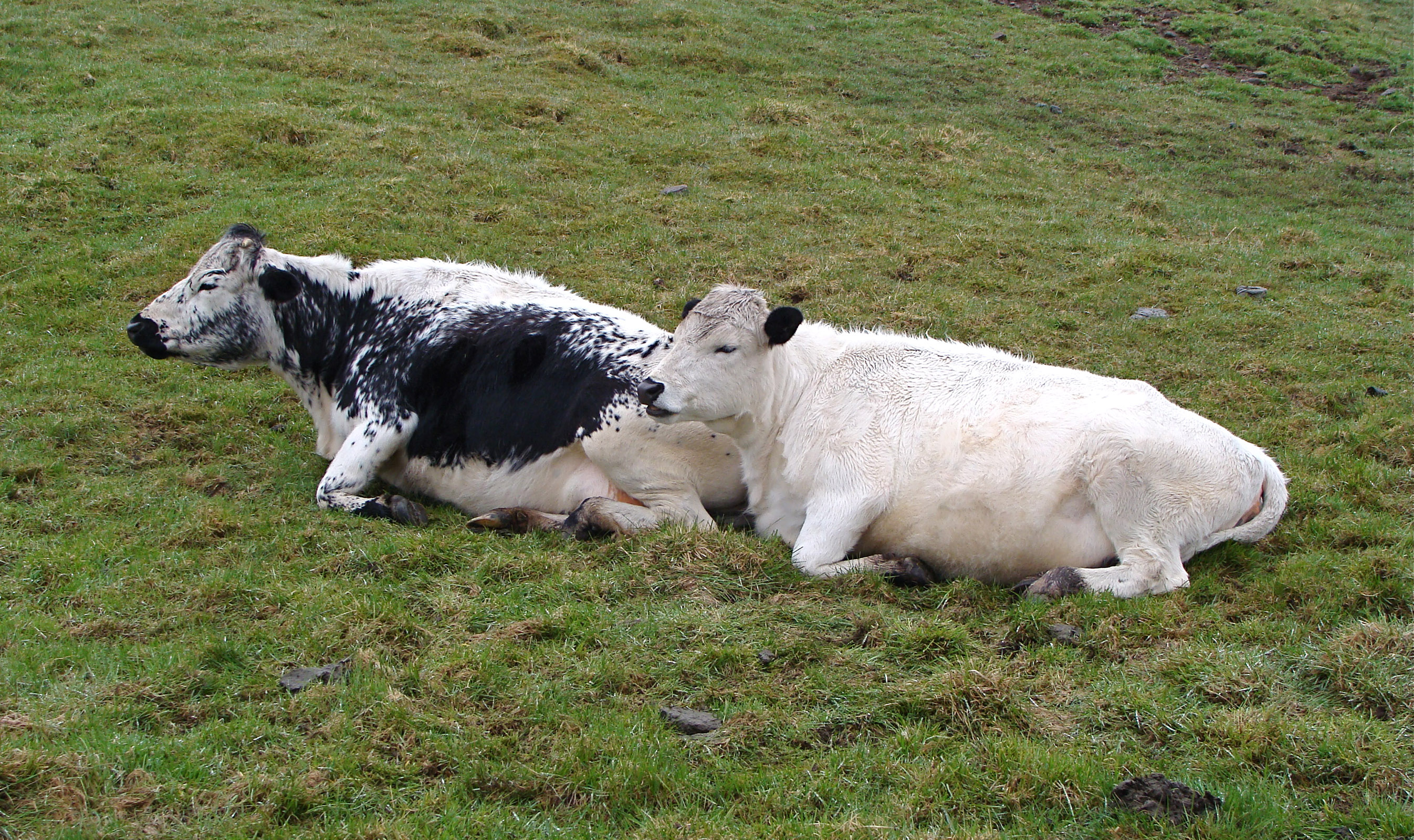
Fjäll-Rinder

Das Fjäll-Rind, auch Schwedische Bergkuh genannt (schwedisch: Fjällko), ist eine alte Hausrinderrasse aus Nord-Schweden.
Die Rasse existierte ursprünglich schon in der Wikingerzeit und wurde gegen Ende des 19. Jahrhunderts verstärkt gezüchtet. Dabei wurde seit dem 19. Jahrhundert großer Wert auf reinweiße und hornlose Rinder gelegt. Die Ohren sowie Umgebung von Augen und Flotzmaul sind schwarz pigmentiert.
Die Widerristhöhe beträgt bei den Bullen 128, bei den Kühen 120 Zentimeter. Ausgewachsene Bullen haben ein Gewicht von etwa 600 Kilogramm, Kühe  von ca. 430 Kilogramm. Die Rasse wird im Wesentlichen zur Milcherzeugung genutzt, die Leistung liegt etwa bei 5500 Kilogramm Milch pro Jahr. 
Im Jahre 2006 betrug der Bestand etwa 1500 Bullen und 3700 Kühe. Ein ansehnlicher Bestand wird auch am Spukloch nahe der Müritz zum Zwecke der Landschaftspflege gehalten.